# Uta de Schlegel
L'uta de Schlegel (Pseudochirulus schlegeli) és una espècie de marsupial de la família dels pseudoquírids. És endèmic de la península de Vogelkop (Indonèsia). Està amenaçat per la pèrdua d'hàbitat.